# Dead Putting Society
Society Putting Dead (em português Momento da Verdade) é um capítulo pertencente à segunda temporada da série animada The Simpsons, que foi ao ar em 15 de novembro de 1990. O episódio foi escrito por Jeff Martin e dirigido por Rich Moore.

## Enredo
Ned Flanders convida Homer para tomar uma cerveja. Vendo como Ned é simpático, Homer fica com inveja, levando a que Flanders peça para que ele saia. Imediatamente, Ned arrepende-se e tenta recompensar Homer. Um dia, enquanto jogam mini-golfe, Bart e o filho de Flanders, Todd Flanders, decidem entrar em um torneio de mini-golfe. Homer acredita que Bart irá ganhar e faz uma aposta com Ned em que o pai do garoto que perder terá que cortar a grama do vizinho vestindo o vestido de Domingo da esposa. No dia do torneio, Bart e Todd chegam à final mas decidem não jogar, fazendo com que Homer e Flanders cumpram a promessa. 

## Produção
A frase do quadro-negro foi planejado como uma brincadeira referindo-se a Nancy Cartwright, a atriz que interpreta a voz de Bart, mas antes da transmissão do capítulo, ela tinha feito 33 anos.